# InfoRádió
Az InfoRádió Magyarország első hírrádiója, amely a hét minden napján hajnaltól késő estig negyedóránként friss budapesti, országos és nemzetközi híreket szolgáltat.
A rádió kiemelt műsora az Aréna című interaktív magazin, amelynek naponta egy fontos közéleti személyiség, politikus, gazdasági vezető a vendége. A beszélgetések élőben is követhetők a rádió Facebook-oldalán, illetve utólag megnézhetők a rádió YouTube-csatornáján.
A rádiónak saját hírportálja is van, mely az Infostart.hu címen érhető el.

## Története
Az Inforádió honosította meg és hozta létre Magyarországon a hírrádiózás műfaját 2000-ben, az akkor hatályos médiatörvény biztosította lehetőségek alapján speciális karakterisztikájú kereskedelmi rádióként indult a 95,8 MHz-es frekvencián 2000. október 2-án. Az első és egyetlen magyarországi hírrádió eddigi műsorszolgáltatásának sajátos arculatára és bevált szakmai elemeire építve, az új törvény adta lehetőségeknek megfelelően, pályázott majd elnyerte az InfoRádió Kft. a budapesti 88,1 MHz-es közösségi frekvenciát, melyen 2012. szeptember 1-jén kezdte meg sugárzását.

## Tulajdonosok
A 61 millió forintos alaptőkéből Mészáros László 70 százalékkal, Heltai Péter televíziós újságíró-médiavállalkozó 10 százalékkal, a szintén Mészáros érdekeltségébe tartozó Budapesti Kommunikációs Rt., a Budapesti Kommunikációs és Üzleti Főiskolát működtető cég pedig 20 százalékkal részesedett.
2001 óta a BBC szakmai partnere. 2002-ben a Willow 5 Vagyonkezelő Rt. – amely a könyvvizsgáló Mundweilné Csőke Éva tulajdona – 26,47 százalékos tulajdonszerzésével a többiek részesedése csökkent. 2005-ben Mészáros kivásárolta Heltai Pétert, és saját üzletrészét is az általa képviselt londoni székhelyű Achilles Trading Ltd.-be vitte át. 2006-ban indította el internetes hírportálját. 2008. március 12-én került a Central European Media & Publishing Zrt. (CEMP) 100%-os tulajdonába. 2017. októberétől a 881 Média Invest Kft. a cég százszázalékos tulajdonosa. 
2024. december 18-án a Mathias Corvinus Collegium megvásárolta az Inforádió 75 százalékát, a fennmaradó 25 százalék Módos Mártonnál maradt. A felvásárlás  2025. január 1-jén zárult le.

## Rádióadás
A médiaszolgáltatás sajátos hírrádiós arculatát elsősorban az határozza meg, hogy a szolgáltatás túlnyomó részben szöveg alapú. Az Inforádió lett az ország egyetlen hírrádiója, amely nem sugároz zenéket és szórakoztató műsorokat, csak szöveges tartalmakat: hírekre, információkra, helyszíni tudósításokra és interjúkra épít. Hajnaltól késő estig negyed óránként szolgáltat híreket. Nem közöl saját véleményt és kommentárt. Szerkesztési alapelveinek megfelelően egymás mellett szólaltatja meg a közügyekben egymással szembenálló feleket és nézeteket, a hallgatóra bízva az elhangzottak értékelését.

## Internetes hírportál
Inforadio.hu néven 2005 óta működött az internetes kiadása. 2018-ban a hírportál teljesen megújult, megváltoztatta a nevét, az arculatát, és új tartalommal működik Infostart.hu néven. A portálon az aktuális hírek olvasása mellett lehetőség van az InfoRádió élő adásának hallgatására, valamint a korábbi műsorok visszahallgatására.
A hírportál 2018-ban a Magyar Marketing Szövetség által meghirdetett pályázaton a média kategóriában elnyerte Az Év Honlapja címet.

## Elismerések
- 2014 - Superbrand minősítés
- 2007 - Superbrand minősítés
- 2007 - Bolyai-emlékgyűrű
- 2007 - Inforadio.hu - Az Év Honlapja-díj
- 2008 - Joseph Pulitzer-emlékdíj – Alkotóközösség kategória
- 2009 - Superbrand minősítés
- 2010 - Superbrand minősítés
- 2011 - Csengery Antal-díj
- 2013 - Prima Primissima díj
- 2018 - Az Év Honlapja díj

## Vételi lehetőség
A Budapestről sugárzott FM 88,1 MHz-es frekvencián, Budapesten és környékén, valamint az interneten fogható.